# 293 av. J.-C.
Cette page concerne l'année 293 av. J.-C. du calendrier julien proleptique.

## Événements
- 14 mars (11 avril du calendrier romain) : début à Rome du consulat de Lucius Papirius Cursor et Spurius Carvilius Maximus[1]. Les deux consuls sont envoyés dans le Samnium ; en route, Carvilius prend Amiternum et Papirius Duronia. Carvilius assiège Cominium, près de l’endroit où Papirius rencontre l’armée samnite à Aquilonia. Les actions coordonnées des deux consuls sont victorieuses. Carvilius prend Vélia et Papirius Saepinum avant l’hiver, tandis que les Étrusques lancent de nouveaux raids contre les alliés de Rome. Papirius reçoit les honneurs du triomphe à Rome (décembre[1]). Carvilius prend Troilum en Étrurie et soumet les Falisques qui se sont révoltés[2].
  - 262 321 citoyens à Rome[2].
  - Dédicace du temple de Quirinus, identifié avec Romulus divinisé[2].
  - Peste à Rome. Introduction du culte du dieu grec Asclépios, sous le nom d’Esculape. Reconnaissance du culte de Hygie[3].
- Printemps[4] : Démétrios Ier Poliorcète s'empare de la Thessalie et fonde Démétrias sur le golfe Pagasétique[5] (golfe de Volo).
- 18 août : dédicace du premier temple de Vénus à Rome[6].

- En Chine, victoire de Bai Qi, général de Zhaoxiang, roi de Qin, sur les États de Han et Wei à la bataille de Yique (240 000 soldats sont décapités)[7].

- Agathocle, tyran de Syracuse, débarque en Italie du Sud avec 30 000 fantassins et 3 000 cavaliers et s'attaque aux Bruttiens ; sa flotte commandée par l'amiral Stilpo pille les côtes du Bruttium mais est presque entièrement détruite par une tempête. Agathocle assiège et prend Hipponium, et reçoit la soumission des Bruttiens qui lui livrent des otages ; mais après son départ, les garnisons syracusaines sont attaquées et les otages libérés. Les Bruttiens retrouvent leur indépendance, mais Hipponium et le sud de la péninsule restent aux mains d'Agathocle[8].

- Séleucos Ier installe son fils Antiochos à Séleucie du Tigre comme corégent des satrapies supérieures (est) de l’empire séleucide[9].
- Séleucos Ier divorce de la belle Stratonice Ire pour la céder à son fils qui en est amoureux[10].